# Tetraleurodes melanops
Tetraleurodes melanops là một loài côn trùng cánh nửa trong họ Aleyrodidae, phân họ Aleyrodinae.
Tetraleurodes melanops được Cockerell miêu tả khoa học đầu tiên năm 1903.